# Adenogramma lichtensteiniana
Adenogramma lichtensteiniana är en kransörtsväxtart som först beskrevs av Schult., och fick sitt nu gällande namn av George Claridge Druce. Adenogramma lichtensteiniana ingår i släktet Adenogramma och familjen kransörtsväxter. Inga underarter finns listade i Catalogue of Life.